# Recrutul (serial)
Recrutul (în engleză The Rookie) este un serial de televiziune american polițist procedural creat de Alexi Hawley pentru ABC. În serial joacă Nathan Fillion, Alyssa Diaz⁠(d), Richard T. Jones⁠(d), Titus Makin Jr., Melissa O'Neil⁠(d), Afton Williamson⁠(d), Mekia Cox⁠(d), Shawn Ashmore⁠(d) și Eric Winter⁠(d). Filmul îl urmărește pe John Nolan, un bărbat în vârstă de 40 de ani, care devine cel mai în vârstă recrut de la Departamentul de Poliție din Los Angeles (LAPD). Filmul se bazează pe viața reală a ofițerului LAPD William Norcross, care s-a mutat în Los Angeles în 2015 și s-a alăturat departamentului la mijlocul vârstei de 40 de ani.
Produs de ABC Signature și Lionsgate Television⁠(d), Recrutul a avut premiera pe 16 octombrie 2018. În aprilie 2024, serialul a fost reînnoit pentru un al șaptelea sezon.

## Premisă
Serialul îl urmărește pe John Nolan, un bărbat de 45 de ani din Pennsylvania, proaspăt divorțat, care, la nouă luni după ce a ajutat ofițerii de poliție în timpul unui jaf bancar în orașul său natal Foxburg, se mută în Los Angeles pentru a urma o nouă carieră ca ofițer de poliție în cadrul Departamentului de Poliție din Los Angeles (LAPD). După absolvirea Academiei de Poliție ca cel mai în vârstă recrut din poliție, Nolan trebuie să navigheze prin natura periculoasă și imprevizibilă a muncii sale și este hotărât să reușească în noua sa carieră, în ciuda provocărilor.
Protagonistul serialului, Nathan Fillion a declarat în timpul unui interviu că drama a fost inspirată dintr-o poveste reală, deoarece LAPD este una dintre cele două agenții care acceptă noi ofițeri cu vârsta de peste 37 de ani. Omul a cărui poveste a inspirat premisa serialului s-a dovedit ulterior a fi Bill Norcross, un prieten de facultate al producătorului executiv Jon Steinberg, care a bazat serialul pe povestea sa. Norcross continuă să servească în LAPD și, de asemenea, ca producător executiv la Recrutul.

## Distribuție și personaje
- Nathan Fillion în rolul lui John Nolan: Cel mai vârstnic biban al Departamentului de Poliție din Los Angeles (LAPD), este repartizat la Divizia Mid-Wilshire.[1] A studiat la Universitatea de Stat din Pennsylvania, dar a renunțat și a intrat în domeniul construcțiilor după ce a aflat că Sarah, prietena și ulterior soția sa, era însărcinată. La vârsta de 45 de ani, Nolan și-a închis compania de construcții din Pennsylvania și, după ce a doborât un suspect de jaf la o bancă din orașul său natal Foxburg, Pennsylvania, s-a mutat în vest pentru a deveni ofițer de poliție. El este divorțat și are un fiu, Henry. Nolan devine ofițer de instruire în ultimele sezoane pentru a învăța următoarea generație de polițiști și pentru a contribui la o schimbare pozitivă în LAPD. Se căsătorește cu Bailey Nune în sezonul al șaselea.
- Alyssa Diaz⁠(d) în rolul Angelei Lopez: Un detectiv LAPD. Este desemnată ca ofițer instructor al lui Jackson West. Se căsătorește cu Wesley Evers și devine un detectiv și o mamă inspiratoare în ultimele sezoane.
- Richard T. Jones⁠(d) în rolul lui Wade Grey: Un sergent și comandant de gardă la stația Mid-Wilshire. Grey crede inițial că Nolan și-ar putea schimba cariera din cauza unei posibile crize a vârstei de mijloc și se îndoiește că este potrivit pentru munca de polițist, dar mai târziu îi vede potențialul. Grey a servit în Armata Statelor Unite ale Americii înainte de a se alătura LAPD. El are o fiică care urmează o facultate în New York City.
- Titus Makin Jr. în rolul lui Jackson West (sezoanele 1–3):[4][5] Un începător entuziast, deși oarecum naiv, și fiul comandantului Percy West, șeful Diviziei de Afaceri Interne a LAPD. Primul din clasa sa la Academia de Poliție, este ferm angajat în LAPD și se străduiește să fie cel mai bun ofițer posibil, deoarece dorește să păstreze tradițiile familiei sale. Este ucis de subalternii unui lord al drogurilor în timp ce încerca să o protejeze pe Lopez de aceștia.
- Mercedes Mason în rolul lui Zoe Andersen (sezonul 1; invitată în sezonul 3): Comandantul încrezător și ireverențios al lui Nolan,[6] căpitanul Andersen a fost pușcaș marin, servind în cadrul poliției militare. După ce a părăsit Corpul, ea a petrecut un an în cadrul Direcției de Investigații Criminale a Poliției Pentagonului Statelor Unite, înainte de a se alătura LAPD. Datorită experienței sale anterioare, Andersen a urcat foarte repede în grad, până în punctul în care unii dintre ofițerii săi o văd mai mult ca pe un șef decât ca pe un coleg ofițer. Ea este ucisă în timpul serviciului, încercând să îl protejeze pe Nolan de un lider de bandă răzbunător.
- Melissa O'Neil⁠(d) în rolul lui Lucy Chen: o începătoare ambițioasă care se străduiește să demonstreze ce poate în fața lui Tim Bradford, ofițerul ei instructor. Ea are 29 de ani, iar părinții ei sunt psihologi și se opun alegerii carierei sale. O'Neil joacă și rolul dublurii lui Lucy, „Juicy”, în sezoanele următoare. Ea se califică mai târziu pentru a deveni ofițer sub acoperire și începe să se întâlnească cu Tim.
- Afton Williamson⁠(d) în rolul Talia Bishop (sezonul 1): Un ofițer de instrucție nou promovat a cărui primă misiune este Nolan. Ambițioasă, încearcă din răsputeri să ajungă detectiv și speră să ajungă în cele din urmă șef al poliției. Ea părăsește LAPD pentru o slujbă la ATF după ce informații despre trecutul ei pe care le-a ascuns anterior ies la iveală și amenință să îi blocheze cariera.
- Eric Winter⁠(d) în rolul lui Tim Bradford: Un ofițer de instrucție strict și lipsit de bun simț. I se repartizează Lucy ca biban și îi dă bătăi de cap, dar o tratează corect. Înainte de a se alătura poliției din Los Angeles, el a fost șef de echipă în Marina Militară și a servit în Irak și Afganistan. Winter joacă și rolul dublurii lui Tim, „Dim”, în sezoanele următoare. El renunță la îndatoririle de patrulare pentru a avea o relație cu Lucy și devine ofițer Metro.
- Mekia Cox⁠(d) în rolul Nyla Harper (sezonul 2 - prezent): Noul ofițer instructor al lui Nolan, un detectiv dur și experimentat care lasă în urmă patru ani de muncă sub acoperire pentru a se putea întoarce la munca de patrulare. După ce i-a antrenat pe Nolan și Aaron și a născut, se întoarce la meseria de detectiv și face echipă cu Lopez.
- Shawn Ashmore⁠(d) în rolul lui Wesley Evers (sezonul 3 prezent; sezoane 1-2 recurent): Un avocat al apărării cu care Lopez se ciocnește inițial, dar cu care mai târziu începe să se întâlnească. Cei doi se căsătoresc în cele din urmă și au un fiu pe nume Jack și o fiică. Mai târziu, el își ia o slujbă de procuror adjunct.
- Jenna Dewan⁠(d) în rolul lui Bailey Nune (sezonul 4 până în prezent;[7] invitat în sezonul 3): Un pompier care apare pentru prima dată ca parteneră a lui Nolan la nunta lui Lopez și care mai târziu devine soția acestuia până în sezonul al șaselea. Înainte de a se alătura LAFD, ea a servit în armata SUA și în prezent este încă rezervistă.
- Tru Valentino⁠(d) în rolul lui Aaron Thorsen (sezoanele 5-6; recurent în sezonul 4): Un biban începător care a fost implicat într-un caz de crimă în care a fost găsit nevinovat. Provine dintr-un mediu bogat și a fost o celebritate pe internet înainte de arestarea și procesul său.
- Lisseth Chavez⁠(d) în rolul Celinei Juarez (sezonul 6 - prezent;[8] sezon recurent 5): Noua începătoare entuziastă a lui Nolan.[9] Îi cauzează probleme lui Nolan, deoarece el crede că este prea superstițioasă. Ea s-a alăturat Academiei pentru a rezolva uciderea și dispariția surorii sale.

### Recurente
- Mircea Monroe⁠(d) ca Isabel Bradford (sezonul 1; invitat sezonul 5): Fosta soție a lui Tim Bradford, un fost ofițer de narcotice sub acoperire care a devenit dependentă de droguri.
- Sara Rue⁠(d) în rolul Nell Forester (sezoanele 1-2; invitată sezonul 4): O fostă dispeceră pentru LAPD pe care Tim o mituiește pentru a obține cele mai bune apeluri.
- Currie Graham⁠(d) în rolul lui Ben McRee (sezonul 1; invitat sezonul 3): Prietenul lui Nolan încă din timpul școlii, care îl lasă pe Nolan să stea în conacul său ca oaspete.
- Demetrius Grosse⁠(d) în rolul lui Kevin Wolfe (sezonul 1): Un detectiv care este desemnat să se ocupe de cazul lui Isabel.
- David DeSantos în rolul lui Elijah Vestri (sezonul 1): Un detectiv care este însărcinat cu cazul lui Isabel. Este împușcat și ucis la jumătatea primului sezon într-un schimb de focuri cu o bandă de traficanți de droguri.
- Zayne Emory⁠(d) în rolul lui Henry Nolan: fiul lui John Nolan, care este student în primul an la facultate. El se logodește cu Abigail în sezonul al doilea.[10] În sezonul al treilea se arată că are o problemă cardiacă congenitală.
- Michael Beach⁠(d) în rolul lui Percy West (sezoanele 1-3; invitat sezonul 6): Tatăl lui Jackson, comandantul Afacerilor Interne.
- Brent Huff⁠(d) în rolul lui Quigley Smitty: Un ofițer de poliție foarte leneș care locuiește într-o rulotă parcată peste drum de stația Mid-Wilshire.
- Angel Parker⁠(d) în rolul Lunei Grey: soția lui Wade Grey și mama fiicei lor Dominique.[10]
- Sarah Shahi⁠(d) în rolul Jessicăi Russo (sezoanele 1-2): Un fost negociator de ostatici FBI care acum își conduce propria firmă de securitate și este un autor publicat. Ulterior, își ia o slujbă la Departamentul de Securitate Internă în timp ce se întâlnește pentru scurt timp cu Nolan. Se despart când ea își dă seama că el nu este pregătit să aibă mai mulți copii.
- Matthew Glave⁠(d) în rolul lui Oscar Hutchinson: Un prizonier care evadează dintr-un accident de autobuz al închisorii, dar este prins mai târziu de Lopez și Jackson. În cele din urmă, Oscar îi ajută pe ofițerii secției de poliție ca informator în mai multe cazuri care includ foști deținuți.
- Harold Perrineau în rolul lui Nick Armstrong (sezonul 2; invitat sezonul 3): Un nou detectiv de noapte care ajută divizia Mid-Wilshire a LAPD, care mai târziu se dovedește a fi un polițist corupt care lucrează pentru o familie de infractori. Armstrong încearcă să îl însceneze pe începătorul John Nolan, dar este împușcat și ucis de membrii bandei în premiera sezonului al treilea, „Consequences”, ca parte a unei mușamalizări.
- Daniel Lissing⁠(d) în rolul lui Sterling Freeman (sezonul 2; invitat sezonul 3): Un actor celebru care joacă într-un serial polițist procedural, care devine pentru scurt timp iubitul lui Jackson înainte de a se descoperi că a fost un fost criminal pe nume Skipper Young.
- Ali Larter⁠(d) în rolul lui Grace Sawyer (sezonul 2): Medic la Shaw Memorial Hospital și fosta iubită a lui Nolan, cu care acesta se reîntâlnește pentru scurt timp.
- Enver Gjokaj⁠(d) în rolul lui Donovan Town (sezoanele 2, 4): Fostul soț al lui Harper. Harper se luptă cu el pentru custodia comună a fiicei lor Lila.
- Carsyn Rose: Lila Town (sezoanele 2, 4): Fiica lui Harper din căsătoria ei cu Donovan
- Madeleine Coghlan: Abigail (sezoanele 2-3): Logodnica lui Henry Nolan
- Annie Wersching⁠(d) în rolul lui Rosalind Dyer (sezoanele 2, 5; invitată sezonul 3): O criminală în serie și inamicul lui Armstrong, ofițerul a cărui arestare a dus la condamnarea ei pentru crimă
- Jeff Pierre în rolul lui Emmett Lang (sezonul 2): Un pompier care este prieten cu Tim Bradford și se întâlnește pentru scurt timp cu Lucy.
- Hrach Titizian⁠(d) în rolul lui Ruben Derian (sezonul 2; invitat sezonul 3): Un membru al familiei criminale Derian care i-a recrutat pe Armstrong și Erin Cole pentru a-l ajuta să distrugă dovezile care îl implică pe fratele său Serj pentru uciderea lui Chris Rios
- Brandon Routh în rolul lui Doug Stanton (sezonul 3): Noul ofițer instructor al lui Jackson West, care are o etică îndoielnică și face profilare rasială. El părăsește Mid-Wilshire după ce Jackson și-a riscat viața pentru a-i expune neregulile.
- Arjay Smith⁠(d) în rolul lui James Murray (sezonul 3 - prezent): Un rezident local din cartierul în care Nolan și Harper sunt repartizați pentru ajutorarea comunității. El și Harper încep să se întâlnească în timpul sezonului al treilea, iar în timpul sezonului al patrulea, ea rămâne însărcinată. El o cere de soție în sezonul 4, după ce a refuzat propunerea ei inițială, în care se căsătoresc la tribunal.
- Toks Olagundoye⁠(d) în rolul Fionei Ryan (sezonul 3): O profesoară de etică și justiție penală. Nolan participă la cursurile ei serale pentru a termina școala și a se califica ca ofițer de instruire. Ea este, de asemenea, o activistă cunoscută, în special în domeniul drepturilor civile și al reformei poliției, și a scris o carte despre inegalitatea rasială în sistemul de justiție.
- Dylan Conrique în rolul Tamara Colins (sezonul 3 - prezent): O elevă de liceu fără adăpost pe care Lucy o ia sub aripa ei și încearcă să o ajute să facă față situației ei. Ele devin ulterior colege de cameră după ce ea ia camera lui Jackson în urma morții acestuia.
- Camille Guaty în rolul Sandra „La Fiera” De La Cruz (sezonul 3; invitată sezonul 4): O femeie de afaceri din Guatemala și lord al drogurilor, care are o vendetă împotriva lui Lopez după mai multe întâlniri. După ce fiul ei Diego este ucis de o bandă rivală, ea o răpește ulterior pe Lopez, dar este împușcată mortal după ce Harper și Tim o ajută pe Lopez să scape.
- Brandon Jay McLaren⁠(d) în rolul lui Elijah Stone (sezoanele 4-5): Un șef al crimei care îl forțează pe Wesley să îi fie avocat escroc pentru a o recupera pe Angela Lopez din Guatemala.
- Deric Augustine în rolul lui Miles (sezonul 7): Unul dintre cei mai noi recruți de la LAPD.
- Patrick Keleher în rolul lui Seth (sezonul 7): Unul dintre cei mai noi recruți de la LAPD.[11]

### Invitați notabili
- Danny Nucci⁠(d) în rolul lui Sanford Motta: Un detectiv arogant care se uită de sus la începători[12]
- Shawn Christian⁠(d) în rolul lui Jeremy Hawke: Fostul ofițer de instruire al lui Nolan de la academie, care devine rebel[10]
- Joelle Carter⁠(d) în rolul lui Megan Mitchell: Fosta soție a lui Jeremy care se luptă cu el pentru custodia fiului lor Logan[10]
- Niko Nicotera⁠(d) în rolul lui Carson Miller: fostul iubit al lui Isabel și traficant de droguri[10][10]
- Jose Pablo Cantillo⁠(d) în rolul lui Franco DeSantis: Un traficant de droguri care fură bani de la o captură de droguri după ce a fost informat[10]
- Beau Garrett⁠(d) în rolul lui Denise: O femeie pe care Nolan o salvează de Valentine's Day și care are o obsesie nesănătoasă pentru el
- Sean Maher⁠(d) în rolul lui Caleb Jost: Un prizonier care evadează din accidentul autobuzului închisorii în „Manhunt”, dar este prins mai târziu de Nolan, Bishop, și Jessica
- Mario Lopez⁠(d) ca el însuși: O celebritate trasă pe dreapta de Tim și Lucy pentru că a depășit un stop, care încearcă să vorbească pentru a scăpa de amendă, ca parte a unui test de integritate al Afacerilor Interne ale LAPD[10]
- Joel McHale⁠(d) în rolul lui Brad Hayes: Un fost ofițer de patrulare de frontieră devenit traficant de persoane pentru un cartel, care este sub protecția lui Tim și Nolan[10]
- Michael Trucco⁠(d) în rolul lui Sean Del Monte: Un asistent al procurorului districtual care îi însărcinează pe Nolan și Tim cu o echipă de protecție în „The Shake Up”. El revine mai târziu în episodul din sezonul al doilea „The Dark Side” când face o înțelegere cu Rosalind Dyer pentru a găsi cadavrele victimelor ei anterioare, precum și în sezoanele al patrulea și al cincilea.
- Jim Lau în rolul lui Patrick Chen: Tatăl lui Lucy Chen, care este rănit de unul dintre pacienții săi și forțat să meargă la spital. Mai târziu, el are o dispută cu Lucy cu privire la modul în care LAPD tratează cazurile de sănătate mintală.
- Will.i.am ca el însuși: Apare atunci când se declanșează o alarmă silențioasă la reședința sa, cauzată de un bărbat care s-a parașutat accidental în curtea greșită și a rămas blocat într-un copac
- Stephen Lang în rolul lui Trent Williams: șeful poliției din LAPD. El administrează examenul oral lui Nolan, Lucy și Jackson în timpul examenului lor intermediar.
- Felicia Day⁠(d) în rolul Dr. Morgan: O specialistă în boli infecțioase a forței de intervenție a CDC[10]
- Mark Cuban⁠(d) ca el însuși: Apare atunci când Nolan și Grey răspund la un deranj la restaurantul său
- Mitch Pileggi în rolul lui Rex: Un vânător de recompense și polițist pensionat din LAPD. Este bun prieten cu Tim.
- Seamus Dever în rolul lui Chaz Bachman: Un avocat care este arestat de Nolan și Lopez pentru cumpărarea de droguri[13]
- Jon Huertas⁠(d) în rolul lui Alejandro Mejia/Cesar Ojeda: Un agent DHS sub acoperire care este compromis și aproape ucis de doi atacatori care caută informații de la el[13]
- Lauren Tom⁠(d) în rolul doamnei Chen: Mama lui Lucy Chen, care vine să stea în apartamentul ei pentru scurt timp după ce a avut o ceartă cu tatăl lui Lucy
- Eric Weddle⁠(d) ca el însuși: a apărut în timpul unei tabere de fotbal pentru juniori a echipei Los Angeles Rams. A fost un adversar de fotbal din liceu al lui Tim.[14]
- Robert Woods ca el însuși: a apărut în timpul unei tabere de fotbal pentru juniori la Los Angeles Rams.[14]
- Alan Tudyk în rolul lui Ellroy Basso: Un îngrijitor angajat de LAPD pentru a ajuta la curățarea locurilor crimelor. El și Nolan îi prind mai târziu pe infractorii care au comis crima inițială atunci când se întorc la locul faptei. El este văzut mai târziu într-o relație cu Nell Forester.[15]
- Michael Cassidy⁠(d) în rolul lui Caleb Wright: Un bărbat pe care Lucy îl întâlnește la un bar și care mai târziu se dovedește a fi un criminal în serie și asociatul lui Rosalind Dyer[16]
- Pete Davidson în rolul Pete Nolan: Fratele vitreg al lui Nolan pe care îl întâlnește după moartea tatălui său[17]
- Seth Green în rolul lui Jordan Neil: Un bărbat care îi fură identitatea lui Nolan, făcând ca scorul său de credit să scadă[18]
- Greg Grunberg în rolul lui Larry Macer (sezoanele 3 și 4): Fost ofițer de poliție la LAPD înainte de a fi eliberat în urma unui incident în care arma sa a ratat la primul apel, acum sergent în poliția feroviară.
- Roselyn Sánchez⁠(d) în rolul Valeriei Castillo: un reporter ambițios
- Ryan Seacrest⁠(d) ca el însuși[19]
- Katy Perry ca ea însăși[19]
- Luke Bryan⁠(d) ca el însuși[19]
- Lionel Richie ca el însuși[19]
- Bailey Chase⁠(d) în rolul lui Michael Banks: Un agent DEA care îi ajută pe Nolan și Harper în timpul unui raid antidrog
- Don Swayze⁠(d) în rolul lui Sharp: Un gardian adjunct la California Correctional Facility care îi ajută pe Nolan și Harper în timpul unei revolte
- Hannah Kasulka⁠(d) în rolul lui Erin Cole: un ofițer începător care mai târziu se dovedește a fi un polițist corupt care lucrează pentru Derians, dar care mai târziu este împușcat mortal de Armstrong
- Christopher O'Shea⁠(d) în rolul lui Chris Rios: Un ofițer începător care este împușcat mortal de Serj Derian, lăsându-l pe Jackson devastat deoarece cei doi au fost prieteni apropiați
- Armin Shimerman⁠(d) în rolul judecătorului Paloma: Judecătorul de gardă care aprobă mandatul de arestare a lui Nolan în primul episod al celui de-al treilea sezon
- Frances Fisher în rolul lui Evelyn Nolan: mama autoritară și manipulatoare a lui Nolan
- Frankie Muniz⁠(d) în rolul lui Corey Harris: Un fost copil actor care acum conduce o sectă
- Skyler Samuels⁠(d) în rolul Charlotte Luster: prietena din copilărie a lui Corey
- Rainn Wilson ca el însuși: O celebritate care deținea corpul mumificat al lui Charlie Chaplin intervievat de un documentar despre crime reale
- Molly Quinn⁠(d) în rolul lui Ashley: Fiica prizonierului Oscar Hutchinson care este o persoană de interes într-un caz de răpire
- Katy O'Brian⁠(d) în rolul lui Katie Barnes: O nouă începătoare în LAPD care a fost un veteran de război. Tim este desemnat ca TO al ei, dar mai târziu demisionează din funcție.
- Emily Deschanel⁠(d) în rolul lui Sarah Nolan: fosta soție a lui Nolan și mama fiului lor, Henry
- Kyle Secor⁠(d) în rolul lui Sam Taggart: un agent special DEA însărcinat cu cazul La Fiera
- Joshua Malina⁠(d) în rolul lui Max: un bărbat cu legături cu serviciile secrete americane
- Kathryn Prescott⁠(d) în rolul Katerina Antonov/Linda Charles: un ofițer rus de la FSB care a luat-o razna și plănuia să ucidă toți oamenii implicați într-un atac cu dronă care i-a ucis fratele
- Piper Curda în rolul lui Billie Park: Un catâr de droguri care a fost arestat de West și Chen când încearcă să fugă în timpul unei opriri
- Peyton List în rolul Genny Bradford: Sora mai mică a lui Tim Bradford
- James Remar⁠(d) în rolul lui Tom Bradford: Tatăl alcoolic și abuziv al lui Tim și Genny Bradford
- Flula Borg⁠(d) în rolul lui Skip Tracer Randy, un vânător de recompense și skip tracer
- Tamala Jones⁠(d) în rolul lui Yvonne Thorsen: Mama lui Aaron Thorsen, care încearcă să facă publică viața acestuia ca ofițer de poliție
- Niecy Nash în rolul Simone Clark: Un agent FBI stagiar care are aceleași priorități ca John Nolan, și protagonista seriei spin-off The Rookie: Feds⁠(d).[20] Ea este, de asemenea, cel mai în vârstă NAT din istorie de la Quantico.
- Britt Robertson⁠(d) în rolul Laurei Stensen, colega de FBI a Simonei Clark în The Rookie: Feds⁠(d).
- Felix Solis⁠(d) în rolul lui Matthew Garza, agentul special FBI responsabil și liderul echipei lui Simone Clark în The Rookie: Feds⁠(d).
- Kevin Zegers⁠(d) în rolul lui Brendan Acres, prietenul Simonei Clark și coleg de FBI în The Rookie: Feds⁠(d).
- Thomas Dekker⁠(d) în rolul lui Jeff Boyle / Eli Reynolds în The Rookie: Feds
- Bridget Regan⁠(d) în rolul Monicăi Stevens, avocata lui Elijah Stone și fosta logodnică a lui Wesley. După arestarea lui Elijah, ea începe să lucreze cu partenerul său Abril.
- Kelly Clarkson ca ea însăși
- Kyle Schmid⁠(d) în rolul lui Noah Foster, un detectiv sub acoperire (UC) care a fost coleg cu Lucy la școala UC
- Preeti Desai⁠(d) în rolul lui Charlie Bristow
- Lance Bass⁠(d) ca el însuși
- Jake Tapper⁠(d) ca el însuși
- Tricia Helfer în rolul lui Claire Ivey, o hoață maestră pe care Angela Lopez a urmărit-o cu cinci ani înainte, dar pe care nu a reușit să o captureze
- Danielle Campbell⁠(d) în rolul lui Blair London, un psihiatru al LAPD desemnat să-l ajute pe Aaron Thorsen să proceseze trauma provocată de împușcare
- David Dastmalchian⁠(d) în rolul lui Ray Watkins

## Producție

### Dezvoltare
Pe 26 octombrie 2017, ABC a anunțat o comandă directă la serie pentru Recrutul, cu Nathan Fillion, starul Castle și scrisă de producătorul executiv al Castle și co-Showrunner⁠(d) Alexi Hawley. Fillion și Hawley sunt producători executivi, alături de Mark Gordon⁠(d), Nicholas Pepper, Michelle Chapman și Jon Steinberg. Serialul este produs de ABC Studios și The Mark Gordon Company, și a avut premiera pe 16 octombrie 2018. Pe 5 noiembrie 2018, Recrutul a fost preluat pentru un sezon complet de 20 de episoade. Pe 10 mai 2019, ABC a reînnoit serialul pentru un al doilea sezon, care a avut premiera pe 29 septembrie 2019. Pe 28 octombrie 2019, serialul a primit o comandă completă de 20 de episoade pentru al doilea sezon.
Pe 21 mai 2020, ABC a reînnoit serialul pentru un al treilea sezon care a avut premiera pe 3 ianuarie 2021. Pe 14 mai 2021, ABC a reînnoit serialul pentru un al patrulea sezon, care a avut premiera pe 26 septembrie 2021. Pe 30 martie 2022, ABC a reînnoit serialul pentru un al cincilea sezon care a avut premiera pe 25 septembrie 2022. La 17 aprilie 2023, ABC a reînnoit serialul pentru un al șaselea sezon, care a avut premiera la 20 februarie 2024. La 17 februarie 2024, producătorul executiv și showrunner-ul Alexi Hawley a confirmat într-un interviu acordat TVLine că al șaselea sezon va conține zece episoade. La 15 aprilie 2024, ABC a reînnoit serialul pentru un al șaptelea sezon.

### Casting
Odată cu comanda serialului în octombrie 2017, Fillion a fost distribuit în rolul lui John Nolan. La 7 februarie 2018, Afton Williamson⁠(d) și Eric Winter⁠(d) au fost distribuiți în rolurile Taliei Bishop și, respectiv, Tim Bradford. Ei au fost urmați la scurt timp de Melissa O'Neil⁠(d) în rolul lui Lucy Chen, Richard T. Jones⁠(d) în rolul sergentului Wade Grey, Titus Makin în rolul lui Jackson West, Alyssa Diaz⁠(d) în rolul Angelei Lopez, și Mercedes Mason⁠(d) în rolul căpitanului Zoe Andersen.
Pe 4 august 2019, a fost anunțat că Williamson nu se va întoarce pentru al doilea sezon din cauza presupusei discriminări rasiale, hărțuiri sexuale și agresiuni sexuale pe care le-a suferit în timpul primului sezon. Pe 2 octombrie 2019, Mekia Cox⁠(d) s-a alăturat distribuției ca un nou serial regulat, Nyla Harper, pentru al doilea sezon.

### Filmare
În ianuarie 2018, Liz Friedlander⁠(d) s-a angajat să regizeze și să producă pilotul. Producția pilotului a început pe 7 martie 2018, filmările având loc în Los Angeles, Oxnard, Burbank și New York City. Pe 15 aprilie 2021, poliția a primit un apel privind o posibilă împușcătură în timp ce filmările aveau loc între Hartford Avenue și West 5th Street în Los Angeles. Trei focuri de armă au fost auzite de diverși martori oculari, iar echipa de producție a confirmat că nimeni din serial nu a fost rănit în timpul incidentului. Filmările în zonă au fost oprite ca urmare a rapoartelor, dar filmările au continuat în alte locații deja programate. În urma decesului directorului de imagine Halyna Hutchins⁠(d) pe 21 octombrie 2021, pe platoul de filmare al filmului Rust, armele funcționale au fost interzise în Recrutul în timpul filmărilor. Înainte de interdicție, serialul folosea ocazional sferturi sau jumătăți de cartușe pe platourile mari de filmare în aer liber. Showrunner-ul⁠(d) Alexi Hawley a declarat că „orice risc este un risc prea mare” și a explicat că, de acum înainte, vor fi folosite doar arme airsoft, cu flash fiind adăugate în post-producție folosind imagini generate de computer.

### Acuzații de comportament inadecvat și hărțuire pe platourile de filmare
Pe 26 iulie 2019, TVLine a raportat că Afton Williamson⁠(d), care o portretizează pe Talia Bishop, nu se va întoarce pentru al doilea sezon. În timp ce postul a susținut inițial că despărțirea a fost amiabilă, Williamson, într-o lungă postare pe Instagram, a declarat că a părăsit serialul din cauza faptului că a „experimentat discriminare rasială / comentarii nepotrivite cu tentă rasială din partea departamentului de coafură.” Williamson a mai susținut că a fost hărțuită sexual de starul invitat Demetrius Grosse⁠(d), care îl portretizează pe Kevin Wolfe într-un rol recurent, precum și un incident de intimidare care a degenerat în agresiune sexuală la o petrecere; șeful departamentului de coafură a fost identificat ca fiind Sallie Ciganovich. Williamson a susținut că a mers de mai multe ori la showrunneri cu aceste acuzații, dar a fost ignorată.
Toate persoanele implicate în aceste acuzații le-au negat. O investigație a fost comandată prin intermediul firmei de avocatură Mitchell Sillerberg și Knupp, împreună cu o firmă terță, EXTTI, care a efectuat aproape 400 de ore de interviuri și a examinat înregistrări video și alte dovezi. Rezultatele investigației au fost publicate la 17 septembrie 2019, care a constatat că acuzațiile făcute de Williamson nu aveau niciun merit și nu puteau fi dovedite. Williamson și-a susținut afirmațiile, numind rezultatele investigației „sfâșietoare” și postulând că producătorii au mințit pentru a acoperi adevărul despre ceea ce s-a întâmplat.

## Lansare

### Difuzare
Recrutul este difuzat în Statele Unite ale Americii pe ABC, iar reluările sunt sindicalizate în 95% din țară. Primul sezon a fost difuzat marțea, în timp ce al doilea sezon a fost difuzat duminica. Recrutul a fost licențiat în mai mult de 180 de țări și teritorii.

### Media de acasă
Primul sezon a fost lansat pe DVD în Regiunea 1 pe 27 august 2019, și în Regiunea 4 (Australia) pe 22 ianuarie 2020.

## Recepție

### Răspuns critic
Site-ul de agregare a recenziilor Rotten Tomatoes a raportat o rată de aprobare de 68%, cu un rating mediu de 6,33/10 pe baza a 22 de recenzii pentru sezonul 1. Consensul site-ului spune: „Prezența fiabilă și plăcută a lui Nathan Fillion face ca Recrutul să merite să fie urmărit, chiar dacă spectacolul din jurul lui nu este deosebit de memorabil.” Metacritic, care folosește o medie ponderată, a atribuit un scor de 64 din 100 pe baza a 12 critici, indicând „recenzii în general favorabile”.

## Spin-off
La 8 februarie 2022, ABC a comandat un pilot pentru un spin-off FBI planificat al serialului cu Niecy Nash. Acesta a fost introdus într-un pilot de două episoade în timpul sezonului 4. Pe 9 martie 2022, Kat Foster⁠(d) și Felix Solis⁠(d) s-au alăturat distribuției spin-off-ului. Tot în acea lună, Frankie Faison⁠(d) s-a alăturat distribuției. Pe 13 mai 2022, ABC a dat o comandă de serie sub numele The Rookie: Feds. S-a raportat atunci că serialul a suferit ajustări creative care au tăiat personajul lui Foster, agentul special Casey Fox. În iunie 2022, Britt Robertson⁠(d), Kevin Zegers⁠(d) și James Lesure⁠(d) s-au alăturat distribuției ca titulari ai serialului.
The Rookie: Feds a fost difuzat de la 27 septembrie 2022 la 2 mai 2023. The Rookie: Feds a fost anulat pe 9 noiembrie 2023, după un sezon, ca urmare a grevelor WGA și SAG-AFTRA din 2023.